# Dấu triện của Solomon

Ấn triện của Salomon

Biến thể khác của Ấn triện Salomon, mẫu phức tạp

Dấu triện của Solomon hoặc dấu triện của Salomon (hay ấn triện của Salomon, chiếc nhẫn của Salomon) theo truyền thuyết Do Thái giáo, Kitô giáo và Hồi giáo thời Trung Cổ là một vòng ấn triện huyền diệu và cho là đã được sở hữu bởi vua Salomon, mà các nguồn thông tin khác nhau cho là cho ông sức mạnh để ra lệnh cho quỷ, thần linh, hoặc nói chuyện với động vật. Còn có thể được dùng để phong ấn quỷ dữ nhưng chỉ có thầy phép cấp cao mới làm được.